# 다디아
다디아(인도네시아어: Dadiah, Dadih)는 인도네시아 수마트라바랏 주의 전통적인 발효유 제품이다. 다디아는 갓 짠 물소젖 원유를 바나나잎으로 감싼 대나무 튜브에 붓는 과정을 거쳐서 만들어진다. 대나무 튜브에 물소젖 원유를 부은 후에는 보통 원유를 실온에서 이틀에 걸쳐 발효시킨다.
다디아의 발효는 수마트라 섬 지방의 물소 젖에 들어있는 고유의 젖산균에 의해 이루어진다. 다디아는 주로 아침 식사로 제공된다.

## 같이 보기
- 젖
- 물소젖
- 젖산균